# Saint-Fulgent
Saint-Fulgent – miejscowość i gmina we Francji, w regionie Kraj Loary, w departamencie Wandea.
Według danych na rok 1990 gminę zamieszkiwały 2 932 osoby, a gęstość zaludnienia wynosiła 80 osób/km² (wśród 1504 gmin Kraju Loary Saint-Fulgent plasuje się na 167. miejscu pod względem liczby ludności, natomiast pod względem powierzchni na miejscu 169.).

## Historia
22 września 1793 odbyła się bitwa pod Saint-Fulgent, jedna z bitew toczonych przez rewolucyjną Francję z rojalistycznymi powstańcami (tzw. Wojny wandejskie). W bitwie, po stronie rewolucji, brał udział polski generał Jan Kwiryn de Mieszkowski. 